# E・C・ベントリー

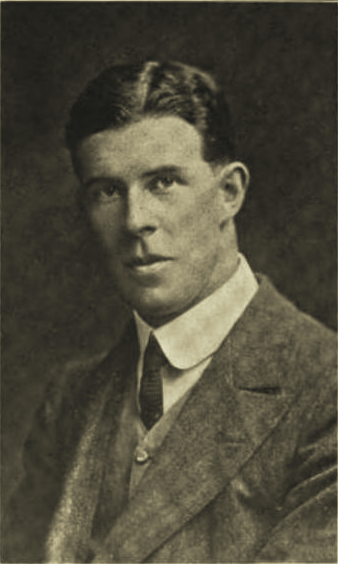

エドマンド・クレリヒュー・ベントリー（Edmund Clerihew Bentley, 1875年7月10日 - 1956年3月30日）は、イギリスのジャーナリスト、詩人、推理作家。長編推理小説『トレント最後の事件』の作者として著名である。二男はイラストレーターとして知られるニコラス・ベントリー (Nicolas Bentley)。

## 略歴
1875年ロンドンに生まれ、セント・ポール学院に入学。そこで1歳年上のギルバート・ケイス・チェスタートンに出会い、二人の交友は後にチェスタートンが『木曜の男』をベントリーに、ベントリーが『トレント最後の事件』をチェスタートンに捧げるなど終生に及んだ。その後オックスフォード大学のマートン・カレッジにて学び、1896年にはオックスフォード・ユニオン (Oxford Union) と呼ばれる学生討論会の会長を務める。
1902年から『デイリー・ニューズ』紙、次いで『デイリー・テレグラフ』紙の編集に関わりつつ、作品を発表していく。1905年最初の刊行作品となる詩集 Biography for Beginners が発表される。洗礼名である E・Clerihew 名義で発売されたこの作品は、同様のスタイルの四行詩を総称して「クレリヒュー」と呼ぶようになる等後世に影響を残し、その後二冊続編が刊行された。
1913年に、フィリップ・トレントを探偵役とした推理長編『トレント最後の事件』を発表。作品は従来の推理小説から一歩脱却した歴史的名作として知られ、後世においてはその後の推理小説黄金時代の先駆的作品と位置づけられている。
表題に「最後の」と冠されているようにベントリーは続編を書くつもりは無かったが、実際には周囲からの要望もあって幾つか書かれている。H・ワーナー・アレンとの共著によって書かれた第二長編『トレント自身の事件』はあまり良い評価は得られなかったが、その後刊行された『最後の事件』以前のトレントの活躍を扱った短編集『トレント乗り出す』はエラリー・クイーンが選んだ路標的推理短編集リスト「クイーンの定員」に選ばれ、短編が個別にアンソロジーに収録される等高く評価される。
1936年にチェスタートンが死去した後は、1949年までディテクションクラブの二代目会長を務めた。

## 主な作品

### 詩集
- Biography for Beginners - 1905年
- More Biography - 1929年
- Baseless Biography - 1939年

### 推理小説
- トレント最後の事件 Trent's Last Case  1913年 - 推理小説に、恋愛要素を取り入れた嚆矢ともいわれる作品。
大久保康雄訳、創元推理文庫
- トレント自身の事件 Trent's Own Case  1936年
- トレント乗り出す Trent Intervenes  1938年 - 時系列で「トレント最後の事件」より後の事件も含まれている。
好野理恵訳、国書刊行会、2000年
  - ほんもののタバード
  - 絶妙のショット
  - りこうな鸚鵡
  - 消えた弁護士
  - 逆らえなかった大尉
  - 安全なリフト
  - 時代遅れの悪党
  - トレントと行儀の悪い犬
  - 名のある篤志家
  - ちょっとしたミステリー
  - 隠遁貴族
  - ありふれたヘアピン